# Ібрагім Халіді

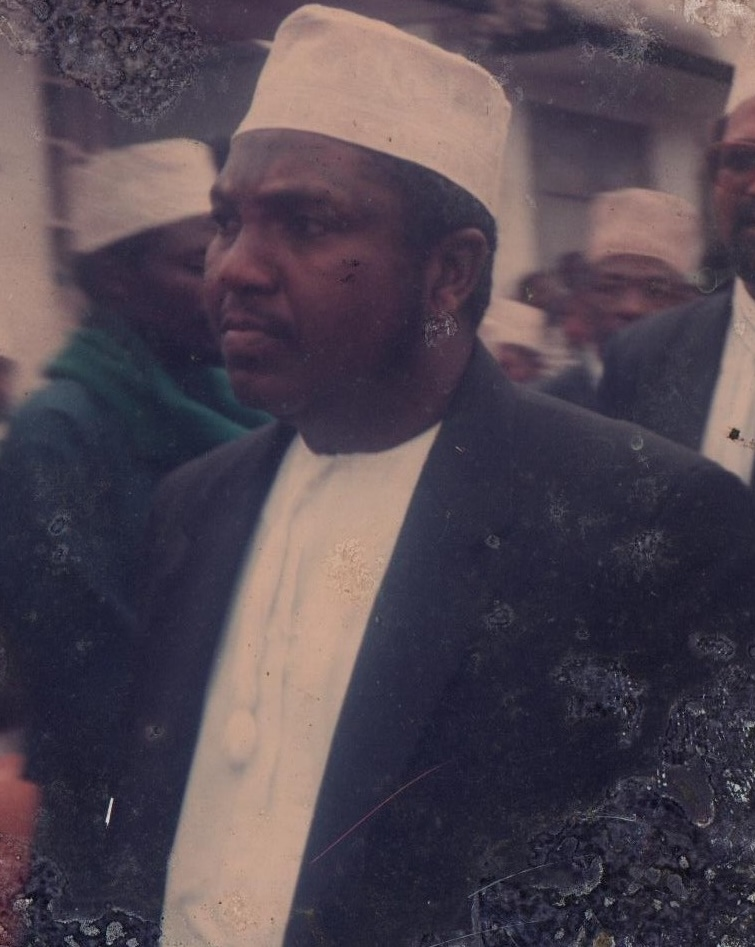
Ibrahim Halidi

Ібрагім Халіді (араб. إبراهيم هاليدي‎; нар. 1954-2020)або офіційно Халіді Абдеремане Ібрагім - довголітній політик на Коморських островах, викладач філософії та письменник.

## Біографія
Ібрагім Халіді очолював Національний комітет молодіжних революціонерів і був другою важливою особою для режиму Алі Соїліхі. Коли Алі Сойліхі та його уряд подали у відставку, Ібрагім Халіді став президентом приблизно на один місяць. Революційний режим засудив Ібрагіма Халіді до смертної кари у 1977 році під час судового процесу в готелі Аламал.
Після державного перевороту в травні 1978 року проти Алі Соїліхі Ібрагім Халіді був ув'язнений у в'язницях Хомбо і Патсі в Анжуані. Отримавши ступінь бакалавра у 1978 році, він поїхав до Того вивчати філософію та педагогіку в університеті Ломе. Він повернувся на Коморські острови в 1983 році і викладав філософію в середній школі на Фомбоні, Мохелі, потім Муцамуду і Домоні в Анжуані.
Після президентських виборів 1990 року Ібрагім Халіді став міністром внутрішніх справ, а потім міністром інформації, культури, молоді та спорту. Разом із Саїдом Ель-Анісом Мохамедом Джохаром та Мохамедом Дакойном Абду він заснував партію «Союз демократії за децентралізацію». Після загальних виборів 22 і 29 листопада 1992 року Ібрагім Халіді став депутатом, а потім прем'єр-міністром Коморських островів з січня по травень 1993 року.
Ібрагім Халіді тричі балотувався на посаду президента. Вперше, у березні 1996 року, від імені Союзу демократів за децентралізацію (UDD). Потім на президентських виборах на острові Анжуан у березні 2002 року. І, нарешті, на президентських виборах Союзу Коморських островів у квітні-травні 2006 року.
У 2017 році в Антананаріву йому діагностували рак. Після лікування на Мадагаскарі, Маврикії та Танзанії він помер у лікарні Майотти 23 лютого 2020 року.
Він є автором книги "Коморські острови. Unite dans la pluralité, опублікованої у 2021 році видавництвом L'Harmattan. 